# 1301 Yvonne
1301 Yvonne је астероид главног астероидног појаса. Приближан пречник астероида је 22,77 ,
а средња удаљеност астероида од Сунца износи 2,765 астрономских јединица (АЈ).
Инклинација (нагиб) орбите у односу на раван еклиптике је 34,068 степени, а орбитални период износи 1679,959 дана (4,599 године). Ексцентрицитет орбите астероида износи 0,271.
Апсолутна магнитуда астероида износи 10,80 а геометријски албедо 0,163.
Астероид је откривен 7. марта 1934. године.